# Włodzimierz Zientara
Włodzimierz Henryk Zientara (ur. 7 listopada 1954 w Słupsku) – polski germanista, doktor habilitowany, profesor Uniwersytetu Mikołaja Kopernika w Toruniu.

## Życiorys
W 1969 ukończył Szkołę Podstawową nr 6 w Słupsku, w 1973 II Liceum Ogólnokształcące im. Adama Mickiewicza w Słupsku, a w 1979 studia magisterskie z zakresu filologii germańskiej na UMK w Toruniu (jego promotorem był Jerzy Serczyk). Od 1 lutego 1980 jest pracownikiem UMK (wykłada m.in. historię Niemiec). 6 czerwca 1989 uzyskał stopień doktora nauk humanistycznych na Wydziale Humanistycznym UMK na podstawie pracy Gottfried Lengnich, eim Danziger Historiker in der Zeit der Aufklärung (także pod kierunkiem Jerzego Serczyka), a 25 czerwca 2001 został doktorem habilitowanym z zakresu historii literatury niemieckiej na podstawie pracy Sarmatia Europiana oder Sarmatia Asiana? (Sarmatia Europiana czy też Sarmatia Asiana? Niemieckojęzyczne druki XVII wieku o Polsce). Został także profesorem uczelnianym UMK.
Od 2000 do 2002 był p.o. kierownika Katedry Filologii Germańskiej Uniwersytetu Warmińsko-Mazurskiego w Olsztynie. Kilkakrotnie był zastępcą kierownika Katedry Filologii Germańskiej UMK, od 1 stycznia 2004 do 31 stycznia 2010 pełnił funkcję kierownika KFG UMK. Był też prodziekanem Wydziału Filologicznego UMK oraz kierownikiem Zakładu Literatury i Kultury Dawnej w KFG UMK. Pracował również na Wydziale Humanistycznym Wyższej Szkoły Finansów i Zarządzania w Białymstoku (filia w Ełku).
Należy m.in. do Towarzystwa Naukowego w Toruniu oraz do Stowarzyszenia Germanistów Polskich (zasiadał w jego zarządzie). Specjalizuje się w historii literatury niemieckiej, literaturoznawstwie oraz w nowożytnej historii Polski i Niemiec. Bada głównie historię literatury i kultury niemieckiej, stosunki polsko-niemieckie, a także historię regionalną Prus Królewskich. Został kierownikiem grantu „Rzeczpospolita, Niemcy i Francja w opisach podróży (peregrynacje, poselstwa, prasa) wczesnych czasów nowożytnych”. Był promotorem trzech prac doktorskich oraz recenzentem trzech prac doktorskich i habilitacyjnych. Jest autorem wielu publikacji oraz organizatorem konferencji naukowych.